# Nižnjaja Pojma
Nižnjaja Pojma (in russo Нижняя Пойма?) è un insediamento di tipo urbano della Russia asiatica, situato nel Nižneingašskij rajon del Territorio di Krasnojarsk.
L'insediamento si trova sui contrafforti dei monti Saiani Orientali, 40 km a est dal centro distrettuale Nižnij Ingaš, circa 270 km a est (in linea d'aria) da Krasnojarsk e non lontano dal confine con l'oblast' di Irkutsk.